# Willi Zargus
Christian Gustav Willi Zargus (* 21. Dezember 1887 in Berlin; † 26. März 1961 in Berlin-Heiligensee) war ein deutscher Fußballspieler.

## Spielerkarriere
Willi Zargus wechselte 1905 zum BFC Hertha 1892. Bei den Berlinern benötigte er einige Zeit, bis er sich einen Platz in der Startelf sichern konnte. Am 7. Spieltag der Saison 1905/06 debütierte Zargus im Spiel beim BFC Preussen, welches die Herthaner mit 2:1 für sich entscheiden konnten. Von diesem Zeitpunkt an hatte Zargus über Jahre hinaus einen Platz in der Startelf sicher. Am Saisonende gewannen die Blau-Weißen erstmals die Berliner Meisterschaft und qualifizierten sich somit für die Endrunde um die deutsche Meisterschaft 1906. Auch dort gehörte Zargus zu denjenigen, die beide Partien bestritten. In Dresden wurde SC Schlesien Breslau mit 7:1 bezwungen. Dadurch erreichte Hertha das Halbfinale gegen den VfB Leipzig. Nach einem schwer umkämpften Spiel musste sich Zargus' Verein aber dem späteren Deutschen Meister mit 2:3 geschlagen geben.
Fortan spielte Zargus zwar regelmäßig, der BFC konnte mit seinen Leistungen aber nicht mehr an die erfolgreiche Saison 1905/06 heranreichen.
Nachdem er in der Saison 1913/14 nur noch sporadisch eingesetzt worden war, beendete Willi Zargus im Sommer 1914 seine Spielerkarriere.

## Erfolge
- Berlin-Brandenburgischer Meister: 1906